# Rrasë
Rrasë là một xã trong quận Elbasan thuộc hạt Elbasan, Albania. Dân số năm 2005 là 2016 người.